# Wisley
Wisley är en ort och civil parish i Storbritannien.   Den ligger i grevskapet Surrey och riksdelen England, i den södra delen av landet, 30 km sydväst om huvudstaden London. Wisley ligger 21 meter över havet och antalet invånare är 185.
Terrängen runt Wisley är huvudsakligen platt, men söderut är den kuperad. Runt Wisley är det tätbefolkat, med 442 invånare per kvadratkilometer. Närmaste större samhälle är Sutton, 19,4 km öster om Wisley. Trakten runt Wisley består till största delen av jordbruksmark.